# Elohim (Musikerin)

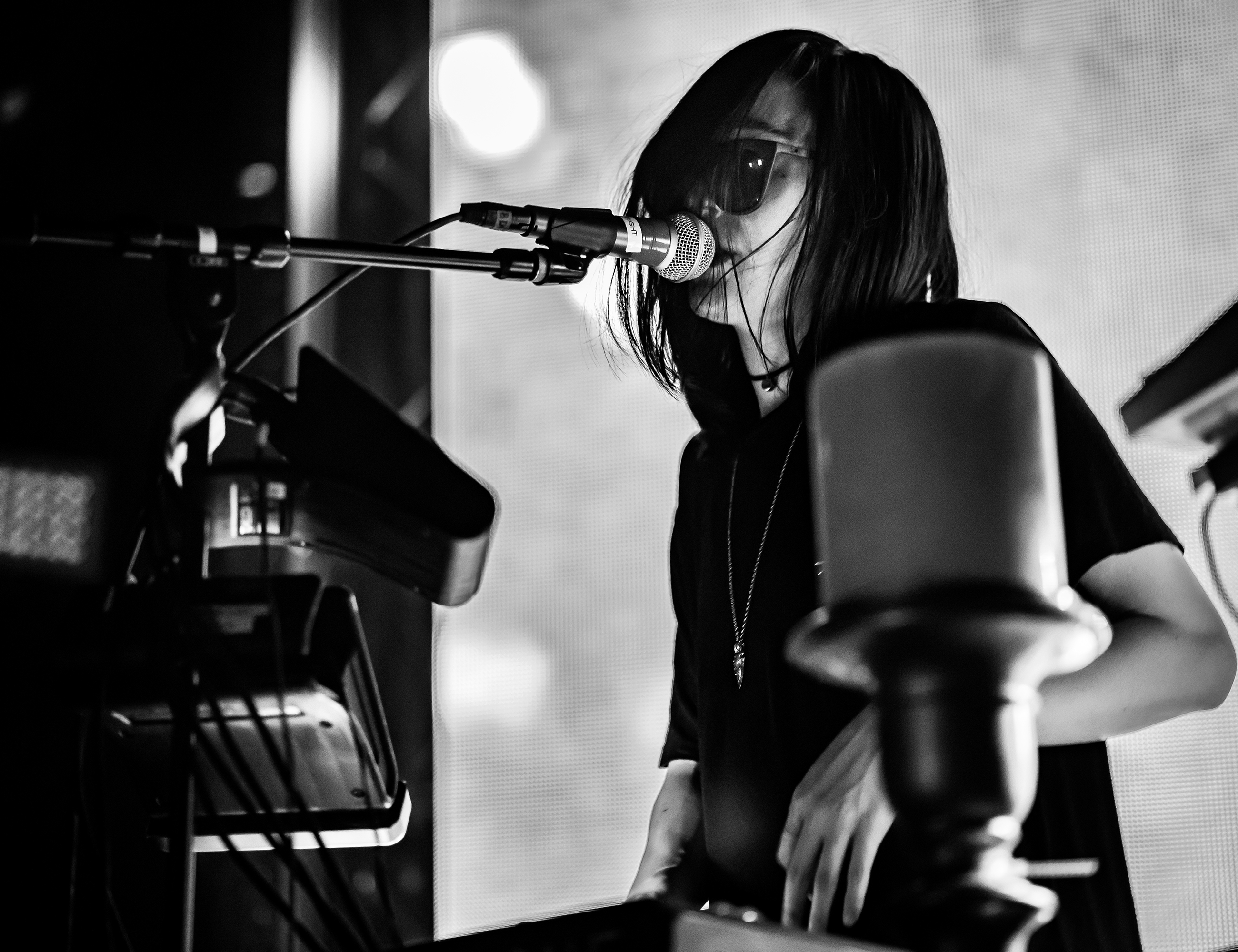
Elohim 2017

Elohim (geboren in Los Angeles) ist Sängerin, Songwriterin, DJ und Techno-Produzentin.

## Leben und Wirken
Elohim begann im Alter von fünf Jahren zu musizieren und begann früh klassisches Klavier zu spielen. Ihr Stile ist im Bereich Elektro-Pop und Dance verortet. Ihre ersten Werke veröffentlichte sie 2016 und das nach ihr benannte Debütalbum erschien am 27. April 2018 beim Label Bertelsmann Music Group.
Es folgten Singles wie Sleepy Eyes und Half Love. Elohims EP Braindead erschien im Mai 2019 und befasste sich inhaltlich stark mit Themen zu psychischen Erkrankungen. Den Erlös durch den Verkauf der EP spendete sie an Initiativen, die sich mit psychischer Gesundheit befassen. Elohim ist Produzentin, Sängerin und Songwriterin die ihre Werke mit ihr wichtigen Bezügen verbindet.
Elohim deren Künstlerinnenname Elohim im Hebräischen für Gott steht, arbeitet oft mit internationalen Kunstschaffenden zusammen und veröffentlichte mit Skrillex 2019 die Single Connect.
In einem Artikel des Forbes Magazin wird ihr selbst geschriebenes und produziertes Album Journey to the Center of Myself beschrieben: „Die EP transzendiert durch klangliche Glückseligkeiten, wie jenseitige Klänge, wirbelnde Synthesizer, Trostgefühle, durchsickernde Beats und bezauberndes Piano.“

## Diskografie (Auswahl)
Alben
- 2018 Elohim

EPs
- 2019 Braindead
- 2021 Journey to the Center of Myself Vol.1
- 2021 Journey to the Center of Myself Vol.2
- 2021 Journey to the Center of Myself Vol.3
- 2022 Journey to the Center of Myself Vol.4

Singles
- 2020 I’m Lost
- 2022 mit Felix Cartal: Nothing Good Comes Easy